# Bob de Moor
Robert Frans Marie De Moor (Antuérpia, 20 de Dezembro de 1925 - Bruxelas, 26 de Agosto de 1992), foi um desenhador belga, que ficou conhecido como Bob de Moor. Autor de várias obras, colaborou com Hergé nas Aventuras de Tintim.

## Biografia
De Moor estudou na Escola de Artes de Antuérpia, e após a conclusão dos estudo, trabalhou no estúdio de cartoons Afim.
Em 1945, cria Bart de Scheepsjongen, para a revista Kleine Zondagsvriend, e diversas histórias com o inspector Marks, o professor Hobbel e o seu assistente Sobbel. No final de 1945, início de 1946, trabalhou na revista ABC, onde desenha diversos cartoons humorísticos.
Em 1947, cria a banda desenhada, Le Mystère du Vieux Château-Fort, baseada numa história de John van Looveren.
Publica vários trabalhos em jornais flamengos, como Monneke en Johnneke, Janneke en Stanneke, Het Leven van J.B. de la Salle, e trabalha para a revista Tintim e para a sua versão belga, Kuifie, com Barelli, Cori de Scheepsjongen, e Mr. Mus.
Em 1950, entra para os Studios Hergé, como assistente principal. Supervisiona os rascunhos de Tintim. Participa, também, nas versões animadas de O Templo do Sol (Le Temple du Soleil) e o Lago dos Tubarões (Tintin et le Lac aux Requins).
Em 1959, cria De avonturen van Nonkel Zigomar e, em 1970 desenha o episódio Le Repaire du Loup, na série Lefranc, de Jacques Martin.
Até aos anos 80, De Moor trabalha nos Studios Hergé. Após a morte de Hergé, em 1983, a sua vontade era terminar o livro Tintim e o Alph-Art, mas a esposa de Hergé, Fanny, não permite.
Em 1989, De Moor termina a segunda parte do livro de Edgar P. Jacobs, As 3 Fórmulas do Professor Sato, da série Blake & Mortimer. No mesmo ano, torna-se o director artístico das Edições Lombard, e presidente do CBBD (Belgian Centre of Comics), até à sua morte, em 1992.
O seu filho Johan de Moor, terminou o seu último álbum da série Cori de Scheepsjongen, Dali Capitan, publicada em Janeiro de 1993.

## Obras
- Les Aventures de Johan et Stefan
- Les Aventures de Barelli
- Cori le Moussaillon